# Hore
Hore – album solowy polskiego rapera Vienia. Wydawnictwo ukazało się 18 marca 2016 roku nakładem wytwórni muzycznej Hore Records. Gościnnie w nagraniach wzięli udział raperzy Kuba Knap i Siwers oraz zespół Wojtek Mazolewski Quintet. Materiał był promowany teledyskami do utworów „Zbiorowa terapia”, „Manifest normalsów” oraz „Hore myśli”.

## Lista utworów
Opracowano na podstawie materiału źródłowego.
| Nr  | Tytuł utworu                                                             | Produkcja           | Długość |
| --- | ------------------------------------------------------------------------ | ------------------- | ------- |
| 1.  | „Hore myśli”                                                             | Qba Janicki, Vienio | 3:44    |
| 2.  | „Piorę swoje brudy”                                                      | Qba Janicki, Vienio | 3:29    |
| 3.  | „Kąt padania”                                                            | Qba Janicki, Vienio | 4:21    |
| 4.  | „Niepełnosprawny emocjonalnie”                                           | Qba Janicki, Vienio | 3:20    |
| 5.  | „Manifest normalsów”                                                     | Qba Janicki, Vienio | 4:21    |
| 6.  | „Poszedł na MDM po MDMA”                                                 | Qba Janicki, Vienio | 3:52    |
| 7.  | „Światełko w tunelu” (gościnnie: Siwers)                                 | Qba Janicki, Vienio | 5:01    |
| 8.  | „Zbiorowa terapia”                                                       | Qba Janicki, Vienio | 4:14    |
| 9.  | „Rzucam okiem”                                                           | Qba Janicki, Vienio | 3:11    |
| 10. | „Roma I/Ból fantomowy” (gościnnie: Wojtek Mazolewski Quintet, Kuba Knap) | Qba Janicki, Vienio | 4:42    |
|     |                                                                          |                     | 40:15   |